# Seznam osebnih imen na Č
Seznam osebnih imen, ki se pričnejo s črko Č.

## Seznam

### Ča
- Čandrasekara
- Čang
- Čarna
- Čak

### Če
- Čelestina
- Čedo
- Čedomila
- Čedomir
- Čen
- Čeng

### Či
- Čin

### Čr
- Črt
- Črtomir
- Črtomira